# Mine de Blagodatnoye
La mine de Blagodatnoye (en russe : Месторождение Благодатное) est une mine à ciel ouvert d'or située en Russie, dans le kraï de Krasnoïarsk, en Sibérie,. 
Le gisement aurifère de Blagodatnoye a été découvert en 1968.
Elle est exploitée depuis 2010 par l'entreprise russe d'extraction minière Polyus Gold ; c'est l'une des plus grandes mines d'or de Russie.